# Phyllodonta quadruncata
Phyllodonta quadruncata är en fjärilsart som beskrevs av Walker 1862. Phyllodonta quadruncata ingår i släktet Phyllodonta och familjen mätare. Inga underarter finns listade i Catalogue of Life.